# Autonomes Gebiet Tibet
Das Autonome Gebiet Tibet (tibetisch བོད་རང་སྐྱོང་ལྗོངས Poi Ranggyongjong, chinesisch 西藏自治区, Pinyin Xizang Zizhiqu) ist seit dem 1. September 1965 eine Verwaltungseinheit der Volksrepublik China. Das Autonome Gebiet Tibet (AGT) umfasst nur einen Teil der historischen Kultur- und Sprachregion Tibet. Letztere zerfiel traditionell in drei Gebiete: Ü-Tsang, oder Zentraltibet, das in etwa dem Westen des AGT entspricht, Amdo (im Wesentlichen die heutige Provinz Qinghai mit angrenzenden Gebieten in den Provinzen Gansu und Sichuan), sowie Kham, das den Osten des AGT und den Westen der Provinz Sichuan einschließt.

## Geographie
| Tibetische Bezeichnung                               |
| ---------------------------------------------------- |
| Tibetische Schrift: བོད་རང་སྐྱོང་ལྗོངས།                    |
| Wylie-Transliteration: bod rang skyong ljongs        |
| Offizielle Transkription der VRCh: Poi Ranggyongjong |
| THDL-Transkription: Bö Rangkyong Jong                |
| Chinesische Bezeichnung                              |
| Traditionell: 西藏自治區                             |
| Vereinfacht: 西藏自治区                              |
| Pinyin:Xīzàng Zìzhìqū                                |

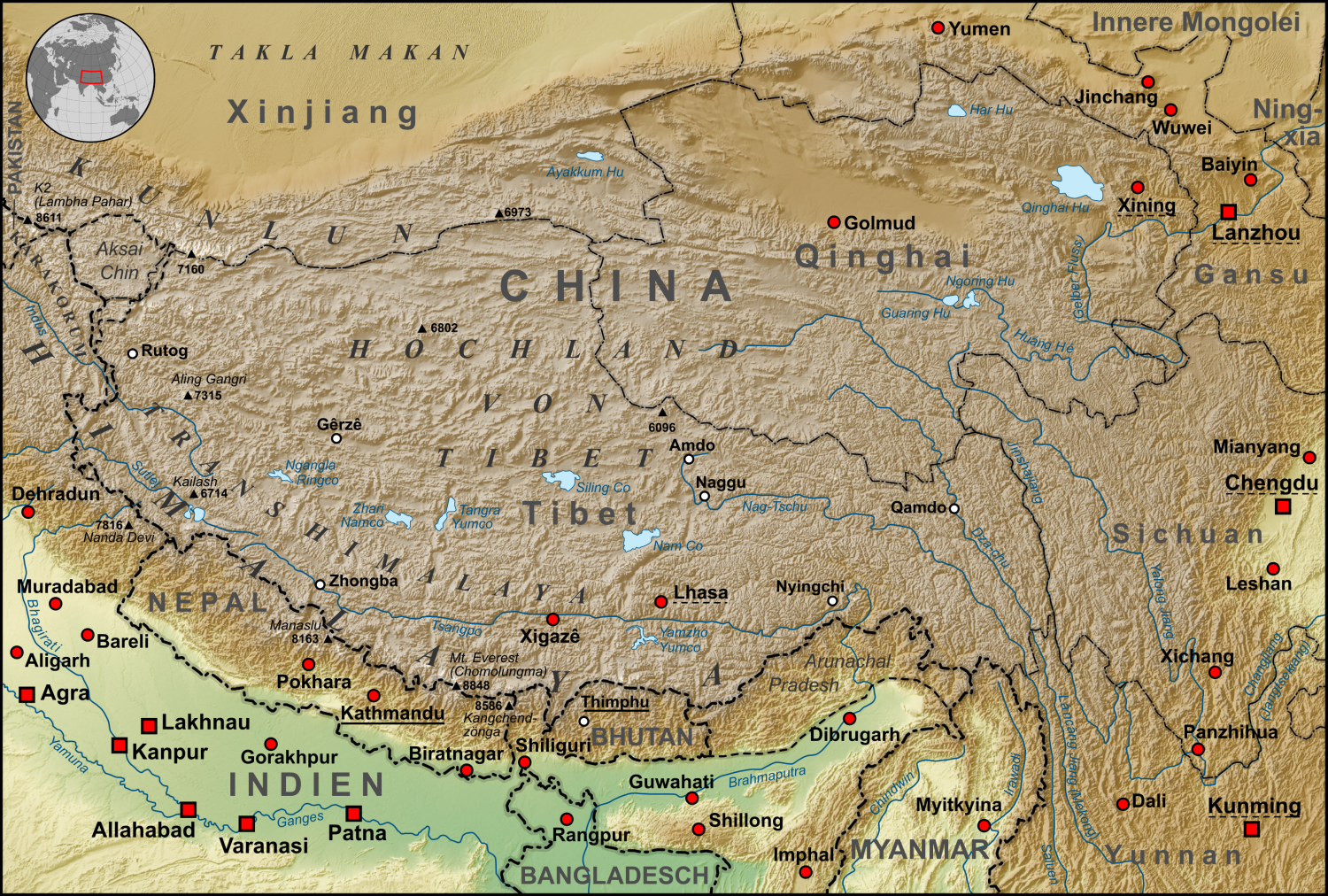
Das Autonome Gebiet Tibet als Teil des Hochlandes von Tibet mit angrenzenden Regionen und Ländern

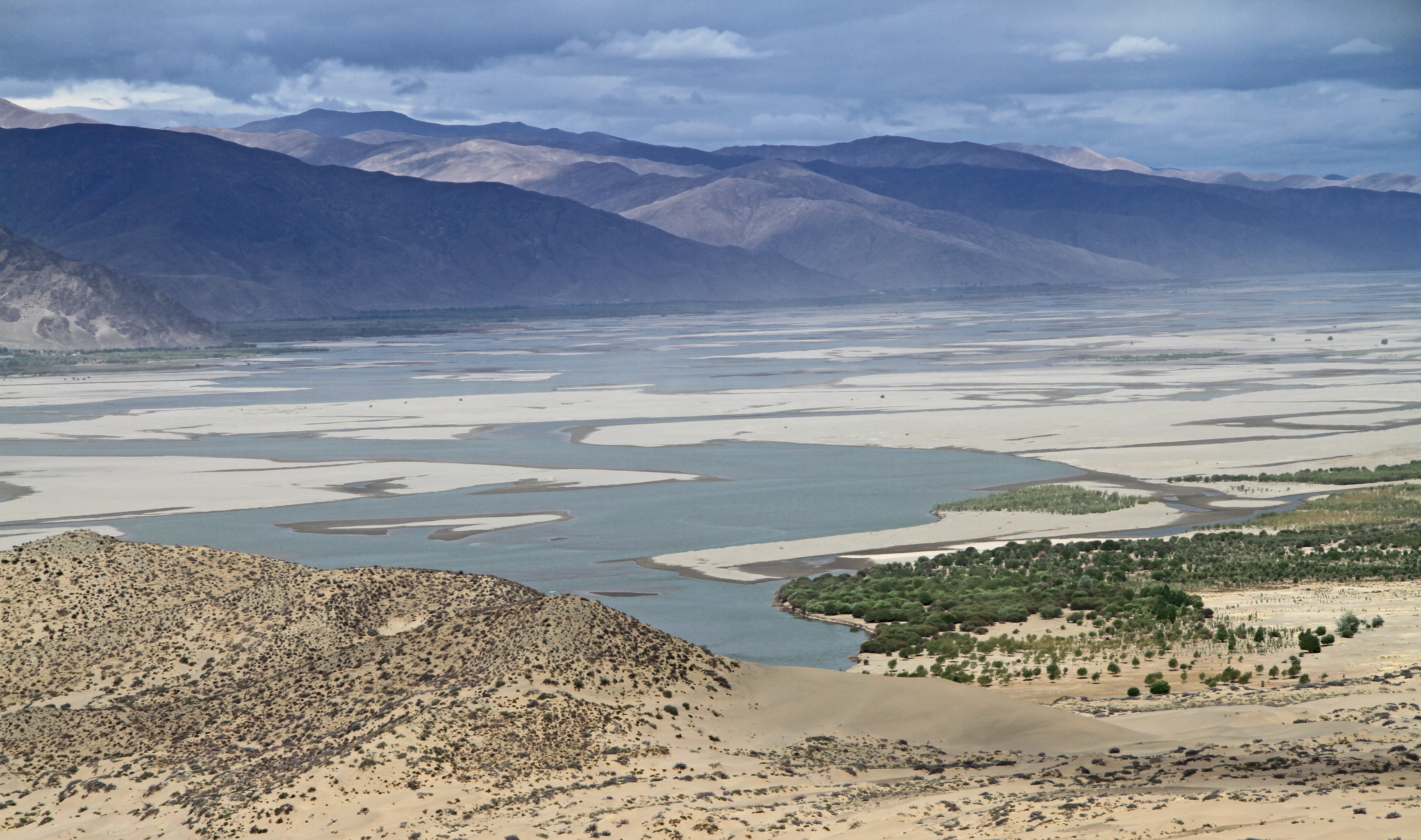
Yarlung Tsangpo bei Qüxü

Das Autonome Gebiet Tibet bildet den Hauptteil des Qinghai-Tibet-Plateaus, oder Hochlands von Tibet, des höchstgelegenen Plateaus der Welt, das auch als „Dach der Welt“ bezeichnet wird. Erdgeschichtlich ist das Hochland von Tibet jüngeren Datums. Es entstand aufgrund der Kollision der Indischen Kontinentalplatte mit der Eurasischen Platte vor etwa 65 Millionen Jahren. Diese bis heute anhaltende Kollision führte zur Auftürmung des Himalaya und zur Anhebung des dahinter liegenden Landes um mehrere Kilometer mit Bildung einer ausgedehnten Hochebene.
Die durchschnittliche Höhe des AGT liegt bei mehr als 4500 Metern. Mehr als 80 % des Gebiets liegen auf einer Höhe über 4000 Metern, 58 % zwischen 4500 und 5000 Metern, und 19,7 % sind über 5000 Meter hoch. Nur etwa 4,3 % im Süden des AGT liegen unter 2500 Metern. Das AGT ist weitgehend von Hochgebirgsketten eingefasst. Nach Norden hin ist es durch das in West-Ost-Richtung verlaufende westliche Kunlun-Gebirge vom Tarimbecken im Nordwesten abgegrenzt. Hier finden sich an der Grenze zu Xinjiang die Gipfel des Qong Muztagh (6920 m) im westlichen und des Ulugh Muztagh (6973 m) im östlichen Abschnitt. Das vom Kunlun-Gebirge Richtung Südosten abzweigende Tanggula-Gebirge bildet eine natürliche Grenze zum Qinghai-Becken im Nordosten. Im Westen wird die Grenze vom Flusslauf des Jinsha, des Oberlaufs des Jangtsekiang gebildet. Ganz im Südosten findet sich der über 7500 Meter hohe Hengduanshan.
Nach Süden und Südwesten hin wird das AGT über eine Länge von etwa 2400 Kilometern von der Himalaya-Gebirgskette begrenzt, die eine durchschnittliche Höhe von 6200 Metern erreicht. Mehr als 40 Gipfel sind über 7000 Meter hoch und einige erreichen 8000 Meter. An der Grenze zu Nepal liegt der Mount Everest oder Qomolangma, der mit 8848 Metern höchste Berg der Welt. Auch der Lhotse (8516 m), der Makalu (8485 m) und der Cho Oyu (8188 m) liegen auf der Grenze zwischen Nepal und der Autonomen Region Tibet.
Im Hochland von Tibet haben viele der großen Ströme Asiens ihren Ursprung. Der Brahmaputra (in Tibet: Yarlung-Tsangpo) entspringt im Kreis Burang nahe der Grenze zu Indien und Nepal, der Saluen (in Tibet: Gyalmo Nygul Chu) hat seine Quelle im Tanggula-Gebirge, Mekong, Jangtsekiang und der Gelbe Fluss entspringen in Qinghai, und der Indus hat seine Quelle im Umfeld des Berges Kailash, wo auch der Satluj seinen Anfang nimmt. Der längste Quellfluss des Irrawaddy, der Tarong, entspringt im tibetischen Kreis Zayü.
Die Flussebene des mittleren Abschnitts des Yarlung-Tsangpo-Flusses mit seinen Zuflüssen und Nebentälern bildet das sogenannte Südtibet-Tal. Es erstreckt sich über etwa 1200 Kilometer vom Kreis Saga im Westen bis zum Kreis Mainling im Osten. Es ist in Nord-Süd-Richtung in seinem östlichen Abschnitt etwa 300 Kilometer breit und von durchschnittlich 5000 Meter hohen Bergen gesäumt. Die Höhe der Talsohle über dem Meeresspiegel nimmt von etwa 4500 Metern im Westen auf etwa 2800 Meter im Osten ab. Das Flusstal und seine Nebentäler bilden die wichtigste landwirtschaftliche Anbauregion im Autonomen Gebiet Tibet. Im Flusstal liegen auch die meisten größeren Städte und Siedlungen, wie Lhasa, Xigazê, Gyangzê, Zêtang und Bayi.
Die nördliche Hochebene ist mit rund 1500 Seen übersät. Die größten sind der Nam Co, Serlin Co und Zhari Namco, die jeweils eine Fläche von annähernd 1000 oder mehr Quadratkilometern aufweisen. 47 Seen sind mehr als 100 Quadratkilometer und 612 weitere mehr als einen Quadratkilometer groß. Die gesamte Seenfläche beträgt 24.183 Quadratkilometer was einem Drittel der Gesamtfläche aller Seen in der Volksrepublik China entspricht. Siebzehn Seen liegen auf einer Höhe von über 5000 Metern.

## Klima

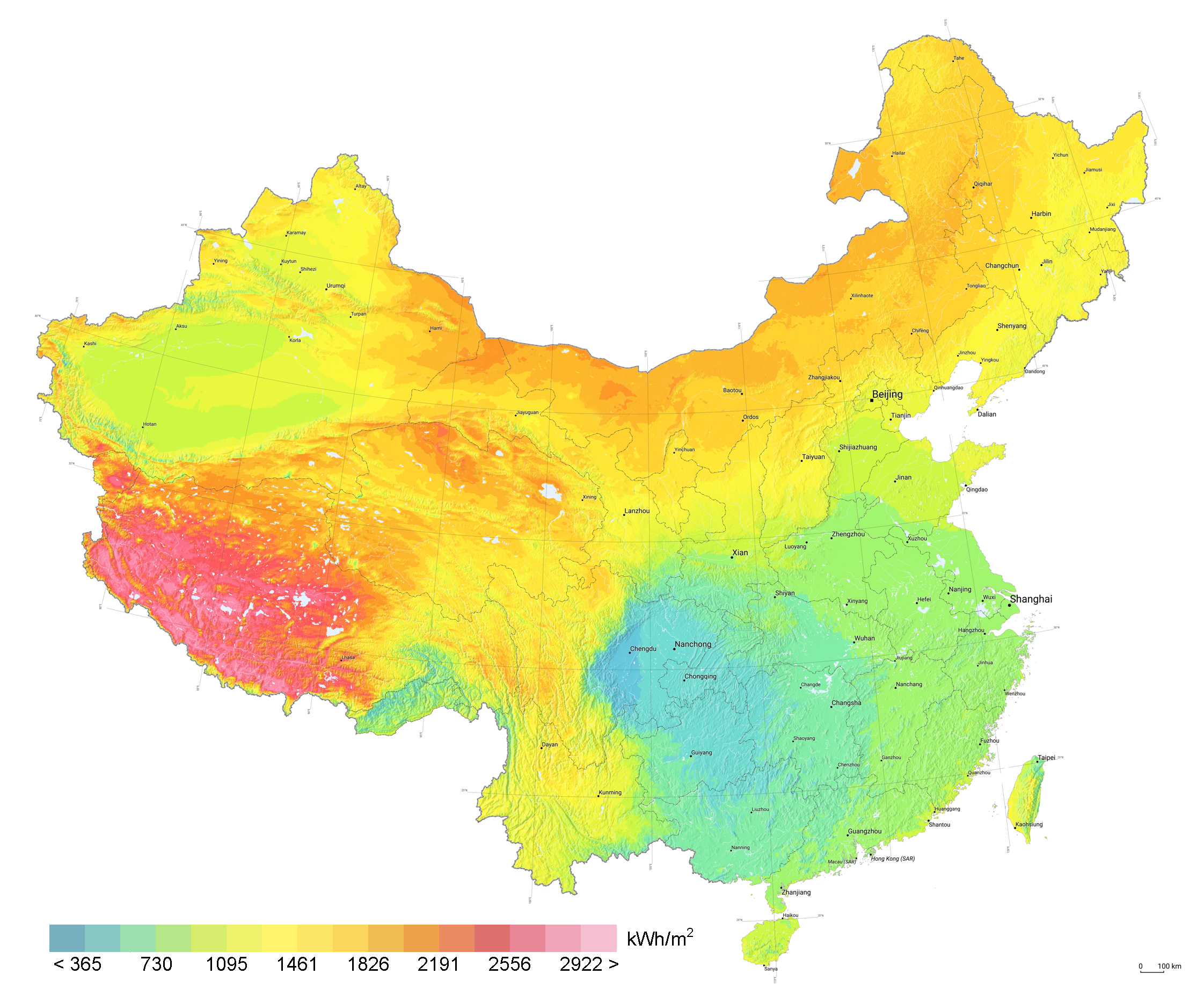
Das Autonome Gebiet Tibet weist die höchste jährliche Sonneneinstrahlung in China auf.

Bedingt durch die Höhenlage und die dünnere, klare und meist wolkenfreie Atmosphäre ist die Sonneneinstrahlung sehr hoch. Sie liegt um 50 bis 100 Prozent höher als in anderen, tiefer gelegenen Regionen auf derselben geographischen Breite und nahe an den Werten der Sahara-Wüste. Beispielhaft beträgt die jährliche Sonnenscheindauer in Lhasa 3021 Stunden, während sie in Chengdu nur bei 1187 Stunden und in Shanghai bei 1933 Stunden liegt. Dies führt zu einer relativ schnellen und deutlichen Aufheizung des Bodens und der unteren Luftschichten am Tag und einer entsprechend raschen und starken Abkühlung in der Nacht. Die Jahresmitteltemperatur im Hochland liegt jedoch unter 0 °C und die Temperaturen im wärmsten Monat übersteigen im größten Teil des Autonomen Gebiets nicht die 10-Grad-Marke. In den Wintermonaten von Oktober bis April wehen auf der Hochebene starke Winde meist aus westlicher Richtung. Etwa 80 Prozent des Jahresniederschlags wird durch den Monsun herangebracht und fällt in den Monaten Mai bis September. Die Niederschlagsmenge nimmt dabei von Westen nach Osten hin zu. Im Osten werden Jahresniederschläge bis über 800 mm erreicht und im Westen liegen diese teilweise unter 200 mm.

## Geschichte
Zur Geschichte Tibets vor 1951 siehe Geschichte Tibets
Das heutige Autonome Gebiet Tibet geht auf den de facto unabhängigen Staat Tibet (1912–1951) zurück. Nach der Xinhai-Revolution und der Abdankung des letzten Qing-Herrschers wurde 1912 die Republik China gegründet. Einige Randgebiete des früheren Kaiserreich Chinas, wie die Äußere Mongolei und Tibet, die schon zuvor in einem lockeren Abhängigkeitsverhältnis zur chinesischen Zentralregierung gestanden hatten, erklärten sich daraufhin für unabhängig. In der Shimla-Konvention 1914 erkannte Großbritannien (als Kolonialmacht in Britisch-Indien) die Souveränität Tibets an, jedoch wurde die Konvention von China nicht ratifiziert. Nach der Einigung Chinas unter der Kuomintang 1929 wurden erneut Beziehungen zwischen Tibet und China aufgenommen. Die Kuomintang-Regierung erkannte die Unabhängigkeit Tibets weiterhin nicht an, griff aber auch nicht in die inneren Angelegenheiten Tibets ein. 1946, ein Jahr nach der Kapitulation Japans und dem Ende des Zweiten Weltkrieges, fanden unter der Regie der Kuomintang in China Wahlen zur verfassunggebenden Nationalversammlung statt. In Artikel 120 der durch die Nationalversammlung beschlossenen Verfassung Chinas war festgelegt, dass Tibet eine garantierte Selbstverwaltung erhalten sollte. Im Chinesischen Bürgerkrieg erlitt die Kuomintang jedoch eine schwere Niederlage gegen die Kommunisten unter Mao Zedong und musste sich 1949 vom chinesischen Festland auf die Insel Taiwan zurückziehen. Im Jahr 1950 drangen kommunistische Kämpfer auch nach Tibet ein. Der Dalai Lama als spirituelles und politisches Oberhaupt der Tibeter sah in realistischer Einschätzung der Lage keine Möglichkeit des Widerstands und schloss am 27. Mai 1951 mit den neuen kommunistischen Machhabern Chinas das „Abkommen zur friedlichen Befreiung Tibets“. In diesem Abkommen wurde die Oberhoheit Chinas über Tibet anerkannt. Auf der anderen Seite verpflichteten sich die Machthaber in Peking, den Status quo, d. h. die inneren Verhältnisse und die Selbstregierung Tibets nicht anzutasten.
In den Augen vieler Tibeter hielt sich die chinesische Regierung nicht an das Abkommen. Kommunistische Funktionäre und auch viele Migranten aus den innerchinesischen Provinzen strömten ins Land. Die vielfältigen Unzufriedenheiten mündeten im März 1959 in einen allgemeinen Aufstand, bei dem die tibetische Regierung die Unabhängigkeit Tibets von China ausrief. Der Aufstand wurde durch chinesische Truppen rasch und blutig niedergeworfen. Der Dalai Lama floh zusammen mit Zehntausenden Tibetern nach Indien, wo er eine Exilregierung gründete. Die Volksrepublik China setzte eine Übergangsregierung unter dem Penchen Lama ein, der als reine Marionette Pekings agierte. Die Tatsache, dass Indien unter Jawaharlal Nehru dem Dalai Lama und den Tibetern Zuflucht geboten hatte, und der Umstand, dass Tibeter als bewaffnete Kämpfer von Indien aus nach Tibet einsickerten, führte zu einer drastischen Verschlechterung der chinesisch-indischen Beziehungen. 1962 kam es zu einem kurzen Grenzkrieg. Die chinesische Volksbefreiungsarmee war erfolgreich und besetzte dauerhaft einige strittige Gebiete. Aus anderen umstrittenen Gebieten zog sie sich wieder zurück. Die Grenzfrage mit Indien ist bis heute nicht abschließend gelöst.

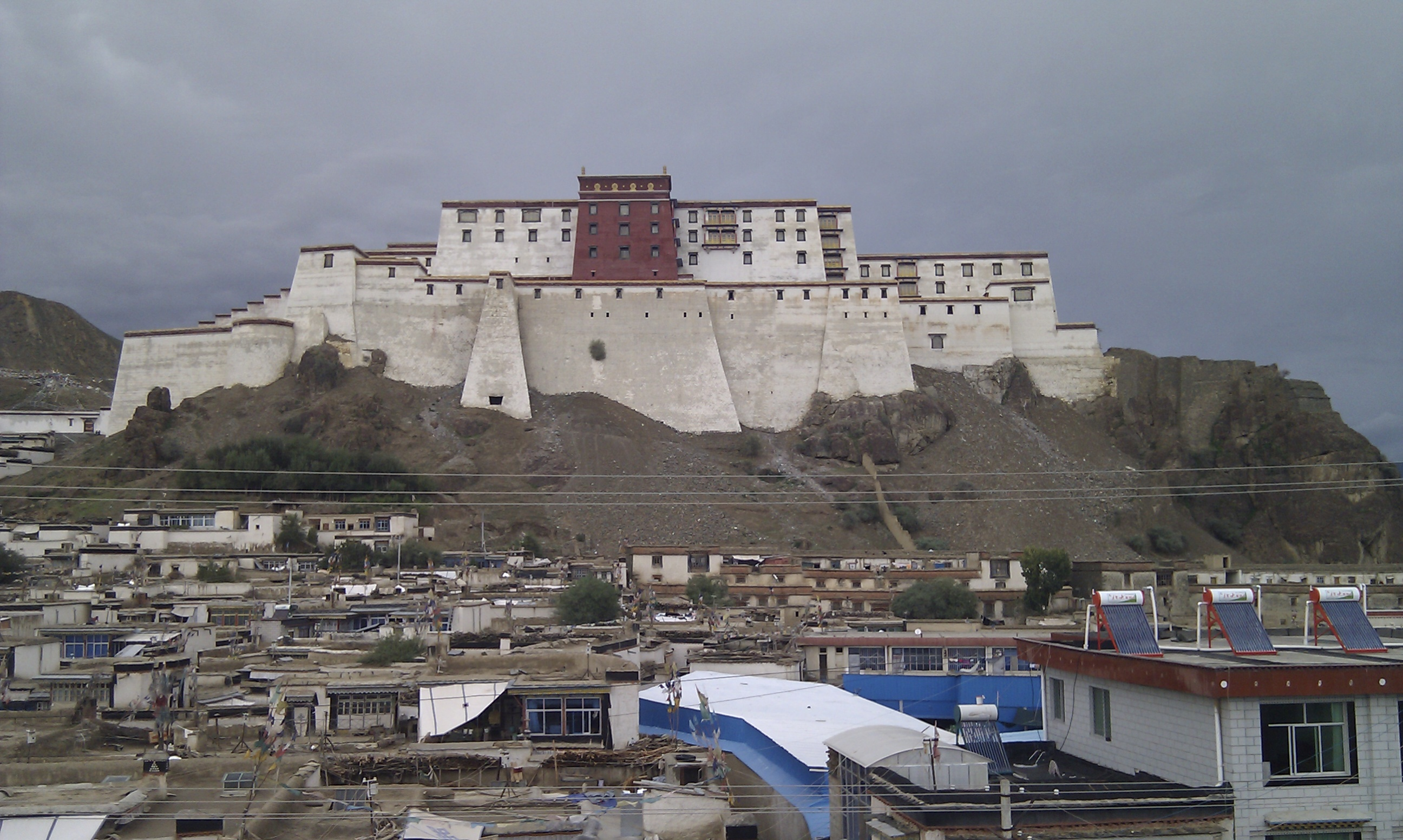
Shigatse Dzong – der Palast aus dem 17. Jahrhundert wurde nach dem Aufstand von 1959 zerstört, aber 2007 wieder rekonstruiert.

In den folgenden Jahren wurde das Gesellschaftssystem Tibets radikal nach kommunistisch-chinesischen Muster umgebaut. Aus chinesischer Sicht bedeuteten diese Veränderungen einen gesellschaftlichen Fortschritt, da die alten persönlichen Abhängigkeitsverhältnisse, die nach chinesischer Darstellung Sklaverei und Leibeigenschaft entsprachen, abgeschafft wurden. Auch wurde begonnen, ein modernes Schul- und Gesundheitswesen aufzubauen. Im September 1965 fand die erste Sitzung des Ersten Volkskongresses des Autonomen Gebiets Tibet statt, auf der die Gründung des Autonomen Gebiets Tibet offiziell verkündet wurde. 1966 bis 1976 hatte Tibet, wie auch andere Gebiete Chinas, stark unter den Exzessen der sogenannten Kulturrevolution zu leiden. Zahlreiche tibetische Kulturgüter und Klöster wurden durch Maos fanatisierte Rote Garden zerstört, was für die traditionell spirituell-religiös geprägte tibetische Kultur einen besonderen Schock bedeutete. Nach Maos Tod 1976 folgte eine Phase der Entspannung. Die chinesische Zentralregierung bemühte sich, einige der angerichteten Schäden wiedergutzumachen. Etliche Klöster wurden wieder aufgebaut oder repariert, und erhebliche Mittel flossen ins Land um die Infrastruktur und Versorgung der Bevölkerung zu verbessern.
Im September 1987 brachen antikommunistische Unruhen in Lhasa aus, die rasch unterdrückt wurden. Die Unruhen flammten jedoch wieder auf und nahmen an Intensität zu, so dass die chinesische Regierung am 8. März 1989 den Ausnahmezustand über Tibet verhängte. Die Phase des Ausnahmezustands dauerte über 13 Monate bis zum 1. Mai 1990.
Im März 2008 kam es zu Massenprotesten und -verhaftungen von buddhistischen Mönchen. Seit etwa den 1990er Jahren gab es immer wieder versuchte oder vollendete öffentliche Selbstverbrennungen buddhistischer Mönche, die damit vor allem gegen fehlende religiöse Freiheit demonstrieren wollen.

## Verwaltungsgliederung
Ende 2020 war das Autonome Gebiet Tibet auf Bezirksebene in sechs bezirksfreie Städte und einen Bezirk untergliedert. Auf der darunter folgenden Kreisebene bestanden 74 Verwaltungseinheiten (acht Stadtbezirke, 66 Kreise), und auf der Gemeindeebene gab es 697 Einheiten (21 Straßenviertel, 142 Großgemeinden, 525 Gemeinden, neun Nationalitätengemeinden).
Bei den offiziellen Flächenangaben ist zu berücksichtigen, dass die Volksrepublik China etwa 66.250 km² Territorium entlang der Nordgrenze Indiens beansprucht, das sich unter indischer Kontrolle befindet (der größte Teil des indischen Bundesstaats Arunachal Pradesh). Diese Gebiete werden in der offiziellen chinesischen Statistik immer mitgezählt.
| Name                    | Chinesisch Pinyin         | Tibetisch Wylie Offizielle Transkription                  | Fläche (km²) (a) | Einwohner (2020) (b) | Verwaltungs- sitz |
| ----------------------- | ------------------------- | --------------------------------------------------------- | ---------------- | -------------------- | ----------------- |
| Autonomes Gebiet Tibet  | 西藏自治区 Xīzàng Zìzhìqū | བོད་རང་སྐྱོང་ལྗོངས། bod rang skyong ljongs Poi Ranggyongjong    | 1.135.938,15 (c) | 3.648.100            | Lhasa             |
| — Bezirksfreie Städte — |                           |                                                           |                  |                      |                   |
| Lhasa                   | 拉萨市 Lāsà Shì           | ལྷ་ས་གྲོང་ཁྱེར། lha sa grong khyer Lhasa Chongkyir             | 29.634,01        | 867.891              | Chengguan         |
| Xigazê                  | 日喀则市 Rìkāzé Shì       | གཞིས་ཀ་རྩེ་གྲོང་ཁྱེར། gzhis ka rtse grong khyer Xigazê Chongkyir | 179.902,60       | 798.153              | Samzhubzê         |
| Qamdo                   | 昌都市 Chāngdū Shì        | ཆབ་མདོ་གྲོང་ཁྱེར། chab mdo grong khyer Qamdo Chongkyir         | 109.816,98       | 760.966              | Karub             |
| Nyingchi                | 林芝市 Línzhī Shì         | ཉིང་ཁྲི་གྲོང་ཁྱེར། nying khri grong khyer Nyingchi Chongkyir     | 79.293,36 (d)    | 238.936              | Bayi              |
| Shannan                 | 山南市 Shānnán Shì        | ལྷོ་ཁ་གྲོང་ཁྱེར། lho kha grong khyer Lhoka Chongkyir            | 47.923,94 (e)    | 354.035              | Nêdong            |
| Nagqu                   | 那曲市 Nàqū Shì           | ནག་ཆུ་གྲོང་ཁྱེར། nag chu grong khyer Nagqu Chongkyir           | 352.192,31       | 504.838              | Seni              |
| — Bezirk —              |                           |                                                           |                  |                      |                   |
| Ngari                   | 阿里地区 Ālǐ Dìqū         | མངའ་རིས་ས་ཁུལ། mnga' ris sa khul Ngari Sakü                 | 337.174,95       | 123.281              | Gar               |

## Größte Städte
Die Einwohnerzahlen sind auf dem Stand der Volkszählung 2020 und beziehen sich auf die eigentliche städtische Siedlung.
|   | Tibetische Bezeichnung | Chinesische Bezeichnung | Einwohner |
| - | ---------------------- | ----------------------- | --------- |
| 1 | Lhasa                  | Lāsà                    | 568.927   |
| 2 | Xigazê                 | Rìkāzé                  | 94.464    |
| 3 | Nyingchi               | Línzhī                  | 60.696    |
| 4 | Nêdong                 | Năidōng                 | 54.188    |
| 5 | Qamdo                  | Chāngdū                 | 50.127    |
| 5 | Nagqu                  | Nàqŭ                    | 31.436    |
| 5 | Sênggê Zangbo          | Gá'ĕr oder Shīquánhé    | 23.824    |
| 5 | Gonggar                | Gònggā                  | 14.101    |

## Bevölkerung
Beim Zensus der Volksrepublik China im Jahre 2020 wurde für das Autonome Gebiet Tibet eine Einwohnerzahl von 3.648.100 ermittelt (Bevölkerungsdichte: circa 2,61 Einw./km²). Alle tibetischen Gruppen in China zusammen weisen eine Gesamtbevölkerung von etwas über sieben Millionen auf (Zensus 2020).
Im Siedlungsgebiet von Lhasa lebten 2020 etwa 570.000 Menschen, in Xigazê 94.000, in Nyingchi 61.000 und Nêdong 54.000. Nach offiziellen Angaben leben 64,3 % der Menschen in Tibet auf dem Land und 35,7 % der Menschen Tibets in den Städten.

### Bevölkerungsentwicklung
Bevölkerungsentwicklung der Provinz seit dem Jahre 1954.
| Jahr        | Einwohnerzahl |
| ----------- | ------------- |
| Zensus 1954 | 1.273.969     |
| Zensus 1964 | 1.251.225     |
| Zensus 1982 | 1.892.393     |
| Zensus 1990 | 2.196.010     |
| Zensus 2000 | 2.616.329     |
| Zensus 2010 | 3.002.165     |
| Zensus 2020 | 3.648.100     |

### Ethnische Gliederung
| Ethnie       | 2000      | 2000    | 2010      | 2010    |
| Ethnie       | Zahl      | Anteil  | Zahl      | Anteil  |
| ------------ | --------- | ------- | --------- | ------- |
| Tibeter      | 2.427.168 | 92,81 % | 2.716.388 | 90,63 % |
| Han          | 158.570   | 6,06 %  | 245.263   | 8,18 %  |
| Hui          | 9.031     | 0,35 %  | 12.630    | 0,42 %  |
| Monba        | 8.481     | 0,32 %  | 9.663     | 0,32 %  |
| Lhoba        | 2.691     | 0,10 %  | 3.489     | 0,12 %  |
| Kasachen     | 8         | 0,00 %  | 2.143     | 0,07 %  |
| Naxi         | 1.223     | 0,05 %  | 1.133     | 0,04 %  |
| Tu           | 335       | 0,01 %  | 1.068     | 0,04 %  |
| Dongxiang    | 111       | 0,00 %  | 757       | 0,03 %  |
| Mandschu     | 153       | 0,01 %  | 718       | 0,02 %  |
| Nu           | 408       | 0,02 %  | 492       | 0,02 %  |
| Tujia        | 303       | 0,01 %  | 451       | 0,02 %  |
| Miao         | 389       | 0,01 %  | 416       | 0,01 %  |
| Yi           | 287       | 0,01 %  | 396       | 0,01 %  |
| Bai          | 722       | 0,03 %  | 395       | 0,01 %  |
| Mongolen     | 690       | 0,03 %  | 307       | 0,01 %  |
| Salar        | 228       | 0,01 %  | 255       | 0,01 %  |
| Uighuren     | 701       | 0,03 %  | 205       | 0,01 %  |
| Alle Übrigen | 3.720     | 0,14 %  | 967       | 0,03 %  |

### Religion

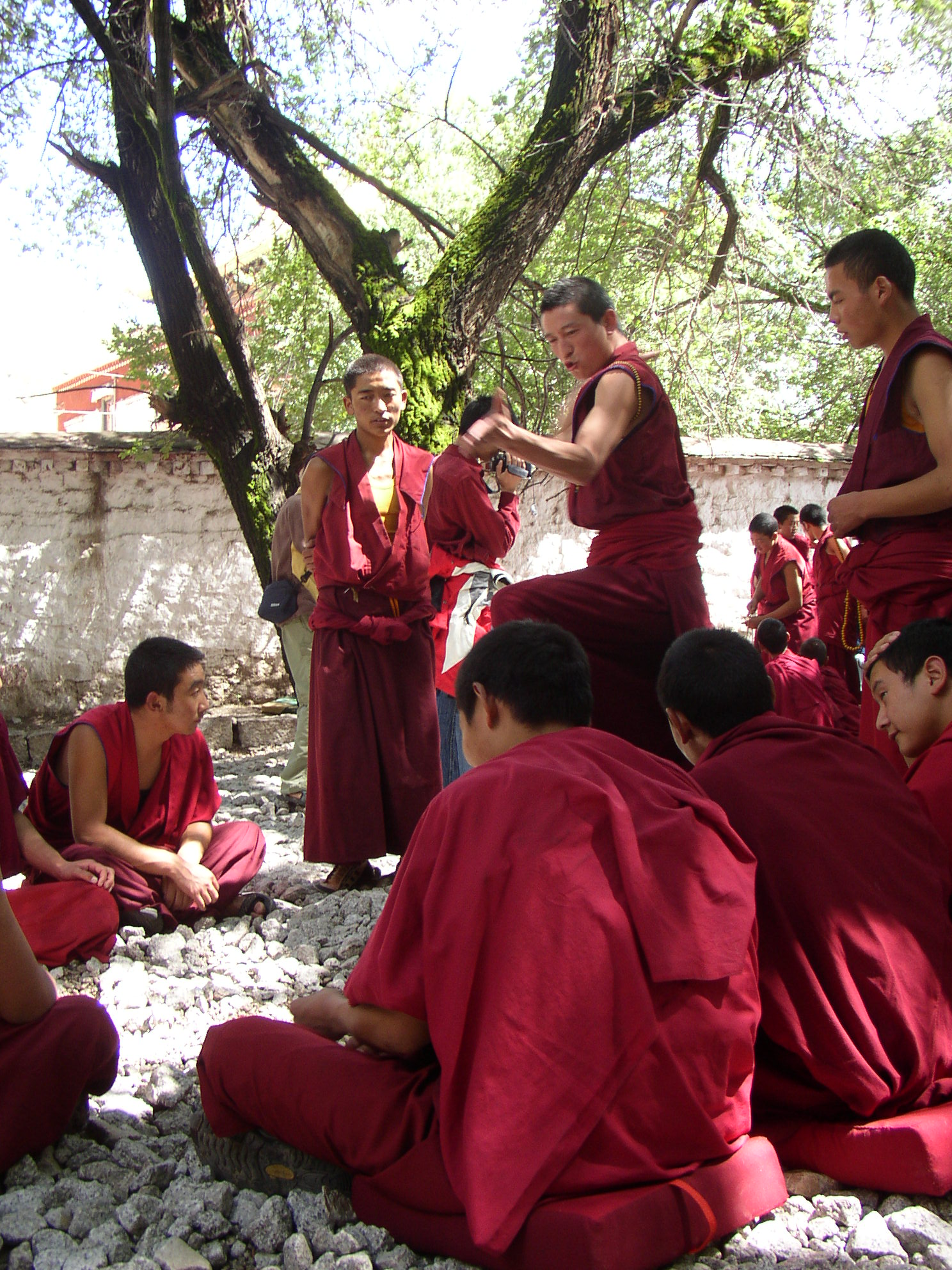
Mönche in Sera

Vorherrschende Religion ist der tibetische Buddhismus. Nach offiziellen chinesischen Angaben gibt es zurzeit in Tibet über 1700 Stätten für tibetisch-buddhistische Aktivitäten mit etwa 46.000 buddhistischen Mönchen und Nonnen. Weiterhin gibt es in Tibet vier Moscheen für über 3000 Muslime (Angehörige der Hui-Nationalität) und eine katholische Kirche für über 700 Katholiken.

### Sprache
Seit dem Jahr 2002 besitzt die tibetische Sprache im „Autonomen Gebiet Tibet“ den gleichen Rechtsstatus wie das landesweit gebräuchliche Hochchinesisch. Seitdem ist die tibetische Sprache und Schrift Teil des Lehrprogramms aller Schulen. Für wichtige Konferenzen, Versammlungen und Sitzungen oder vor Gericht legt das Gesetz fest, dass jeder sowohl die tibetische Sprache als auch Han-Chinesisch verwenden kann. Ein gebildeter Bürger in Tibet sollte also sowohl die tibetische wie auch die chinesische Sprache beherrschen.

## Gesellschaftliche Entwicklung

### Telekommunikation
Alle Kreise Tibets sind an das nationale Selbstwählnetz Chinas angeschlossen und es gibt auch wie in ganz China Internetanschlüsse. Momentan wird das Mobilfunknetz flächendeckend ausgebaut.

### Gesundheitswesen und Bildung
Die Einschulungsrate betrug im Jahr 2008 an der Grundschule 98,5 %, an der Mittelschule 92,2 %, an der Oberschule 51,2 %, und an der Hochschule 19,7 %.
Laut Aussagen des regionalen Bildungsministeriums Tibets in Lhasa beläuft sich die Zahl der Schüler und Studenten, die Grund-, Mittelschulen und Universitäten in Tibet besuchen, auf insgesamt 380.000. Diese Zahl entspricht 15 % der Gesamtbevölkerung.
Tibet hat flächendeckend sechsjährige Schulpflicht. In der Regel wird in tibetischer Sprache unterrichtet. Für eine weitere schulische Ausbildung wird Schulgeld erhoben.
Derzeit hat Tibet eine Bevölkerung von 2,6 Millionen, von denen eine Million eine ordentliche Bildung erhalten haben. Die Analphabetenquote Tibets ist, nach offiziellen Angaben, von 44,7 % im Jahr 1991 auf 32 % gefallen.
Durch den Aufbau der medizinischen Versorgung erhöhte sich die Lebenserwartung in Tibet von 35 Jahren im Jahr 1959 auf 67 Jahre im Jahr 2008 und 68,2 Jahre im Jahr 2013. Die um acht Jahre niedrigere Lebenserwartung in Tibet als im übrigen China wird teilweise auf die schwierigen Lebensumstände in über 4000 m Höhe zurückgeführt. Das offizielle Ziel der chinesischen Regierung im Jahr 2015 war es, die Lebenserwartung bis zum Jahr 2020 auf 70 Jahre zu erhöhen.

## Wirtschaft

### Landwirtschaft

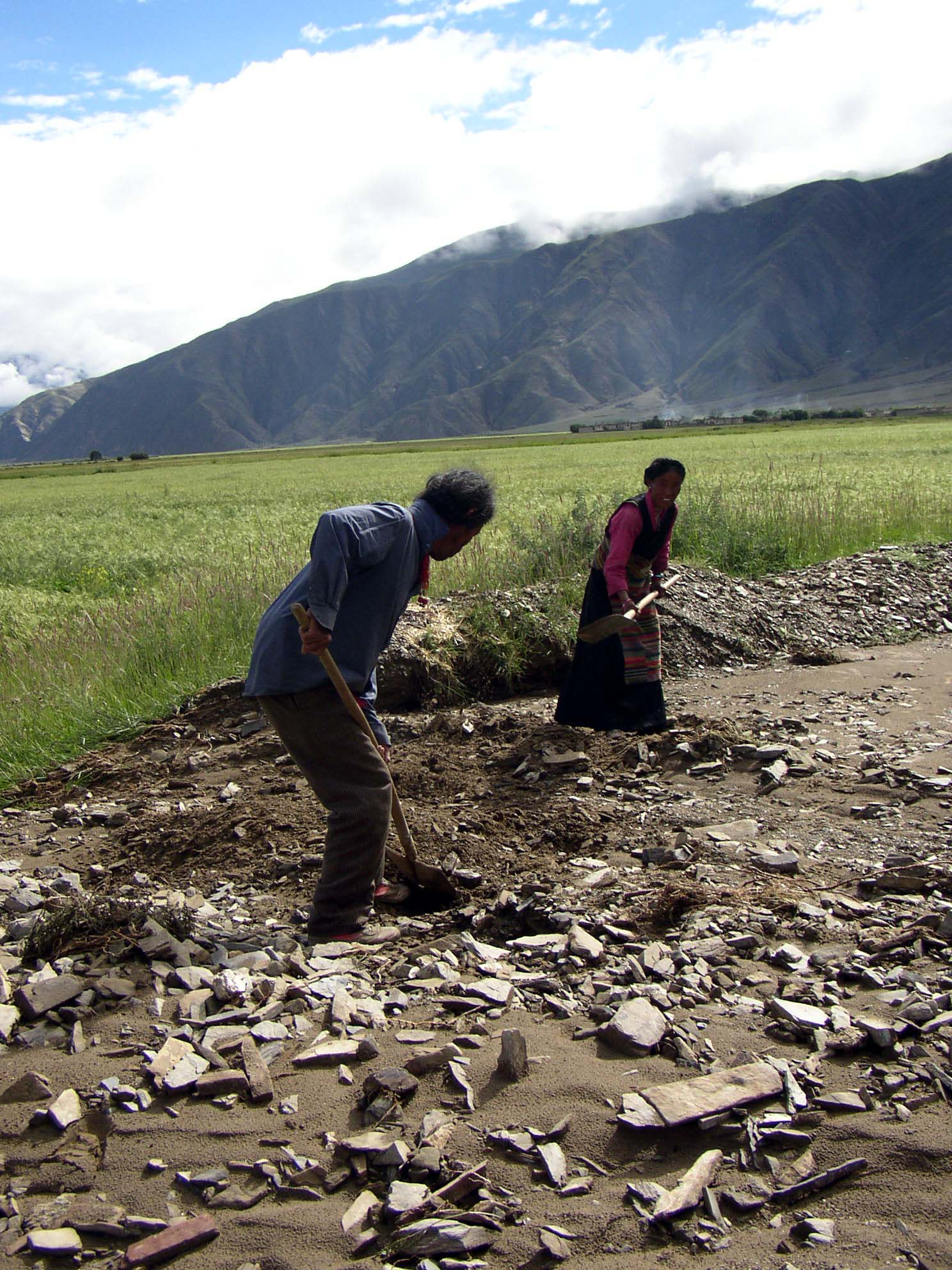
Bauern reparieren einen Damm. Im Hintergrund ein Feld mit Hochlandgerste.

Die am weitesten verbreitete Frucht Tibets ist die Hochlandgerste. Dort, wo es das Klima erlaubt, werden auch Weizen, Kartoffeln, Mais und Hülsenfrüchte angebaut. Wegen der langen Sonnenscheindauer und der langen Wachstumsperiode ist Landwirtschaft selbst in dieser großen Höhe noch möglich, allerdings nur in verhältnismäßig kleinen Bereichen Tibets, in der Gegend um Lhasa und Samzhubzê. Nach Norden hin ist recht bald nur noch Viehzucht möglich, nach Westen hin beginnt die Wüste. Die Landwirtschaft wurde in den letzten Jahren durch Einsatz von Maschinen mechanisiert und die Gesamterträge gesteigert. Bedeutender ist jedoch immer noch die Weidewirtschaft (Schafe, Yaks) auf den Hochsteppen.

### Industrie
Die Industrie ist noch gering entwickelt, sie wird aber von der chinesischen Zentralregierung unterstützt und wächst sehr schnell. Es existiert eine Bergbauindustrie für den Abbau von Eisen, Gold, Lithium, Kupfer, Salz, Borax. Bei Lithium und Borax hat Tibet die weltweit größten Vorkommen.
Eine weitere wirtschaftliche Hauptbranche ist die Baustoffindustrie.

#### Struktur
Die Entwicklung des Wertes der jährlichen Industrieproduktion und die Eigentumsformen der Betriebe zeigt die nachfolgende Tabelle.
| Jahr | Insgesamt | Eigentumsformen     | Eigentumsformen        | Eigentumsformen | Produktionswert in 10.000 Yuan | Produktionswert in 10.000 Yuan |
| Jahr | Insgesamt | Staats- unternehmen | Kollektiv- unternehmen | Andere          | Leicht- industrie              | Schwer- industrie              |
| ---- | --------- | ------------------- | ---------------------- | --------------- | ------------------------------ | ------------------------------ |
| 1959 | 4.344     | 4.243               | 101                    |                 | 164                            | 4.120                          |
| 1965 | 2.349     | 1.797               | 552                    |                 | 892                            | 1.457                          |
| 1970 | 3.734     | 2.857               | 877                    |                 | 1.419                          | 2.315                          |
| 1975 | 11.306    | 8.649               | 2.657                  |                 | 4.296                          | 7.010                          |
| 1980 | 14.894    | 13.818              | 1.076                  |                 | 4.600                          | 10.294                         |
| 1985 | 21.247    | 13.950              | 1.958                  | 5.339           | 10.765                         | 10.482                         |
| 1990 | 37.200    | 25.395              | 4.230                  | 7.575           | 14.518                         | 22.682                         |
| 1995 | 90.816    | 65.679              | 13.909                 | 11.228          | 28.479                         | 62.339                         |
| 2000 | 183.036   | 94.970              | 14.090                 | 57.234          | 65.626                         | 100.384                        |
| 2003 | 239.635   | 105.503             | 40.209                 | 93.923          | 89.753                         | 149.882                        |

### Tourismus

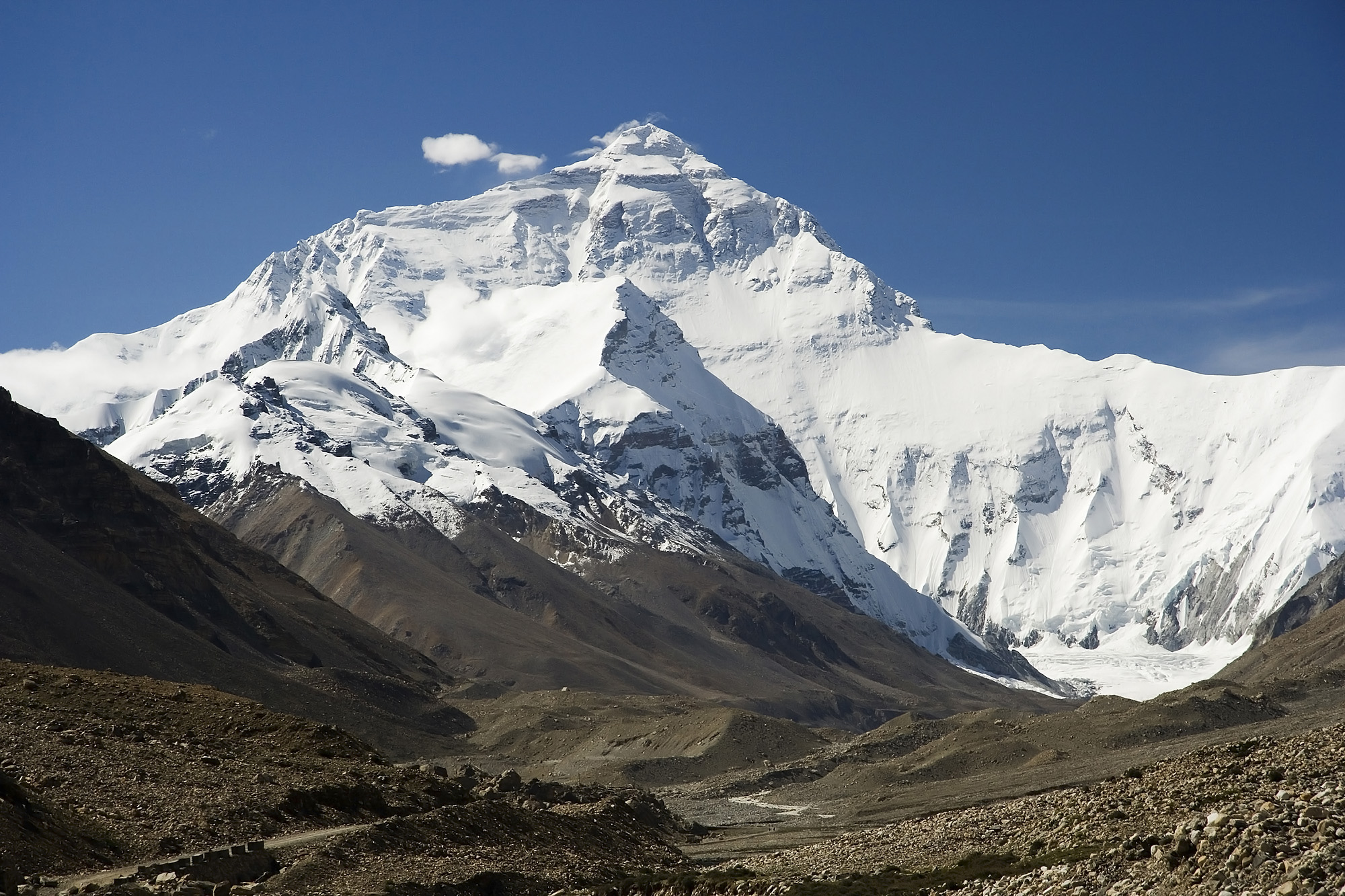
Der Mount Everest von Tibet aus gesehen

Der Tourismus wird gezielt ausgebaut und erzielt in den letzten Jahren Wachstumsraten von über 25 % jährlich. Im Jahr 2005 besuchten über eine Million Touristen das AGT, davon über 100.000 Ausländer. 2010 waren es bereits 6,85 Millionen, die über Einnahmen von 7,14 Milliarden Yuan Renminbi mit 14,1 % zum tibetischen Bruttoinlandsprodukt beitrugen. Im Jahr 2011 waren es dann schon 8,5 Mio. Touristen. Ein wesentliches Element zum Ausbau des Tourismus ist die Lhasa-Bahn als Alternative zum Flugzeug. Zu diesem Zweck wurden die Waggons der Lhasa-Linie mit Panoramascheiben und die Linie mit Haltestellen an besonderen Aussichtspunkten versehen.
Bei den Wachstumsraten der vergangenen Jahre werden ab dem Jahr 2015[veraltet] jährlich 15 Millionen Touristen in Tibet erwartet. Ab 2020 soll nach staatlichen Plänen bereits ein Drittel aller Erwerbstätigen des Autonomen Gebiets Tibet im Tourismus tätig sein. 80 bis 90 Prozent der Touristen in Tibet sind Staatsbürger der Volksrepublik China. Von den ausländischen Touristen bilden Japaner die größte Gruppe, wobei die Zahl der Amerikaner und Europäer steigend ist.

### Verkehr
Das traditionelle Verkehrsmittel sind Karawanen von Tragtieren (Yaks). Dies war bis vor 50 Jahren das einzige Verkehrsmittel, zumal es keine Straßen gab. Heute ist das Verkehrswesen im Wesentlichen vom Straßentransport dominiert. Seit der Annexion Tibets durch die Volksrepublik China (1951) wurden über 20.000 km Fernstraßen angelegt. Es wurden Verbindungen nach Nepal, Sikkim, Xinjiang, Qinghai und Sichuan geschaffen, deren Qualität ständig verbessert wird.

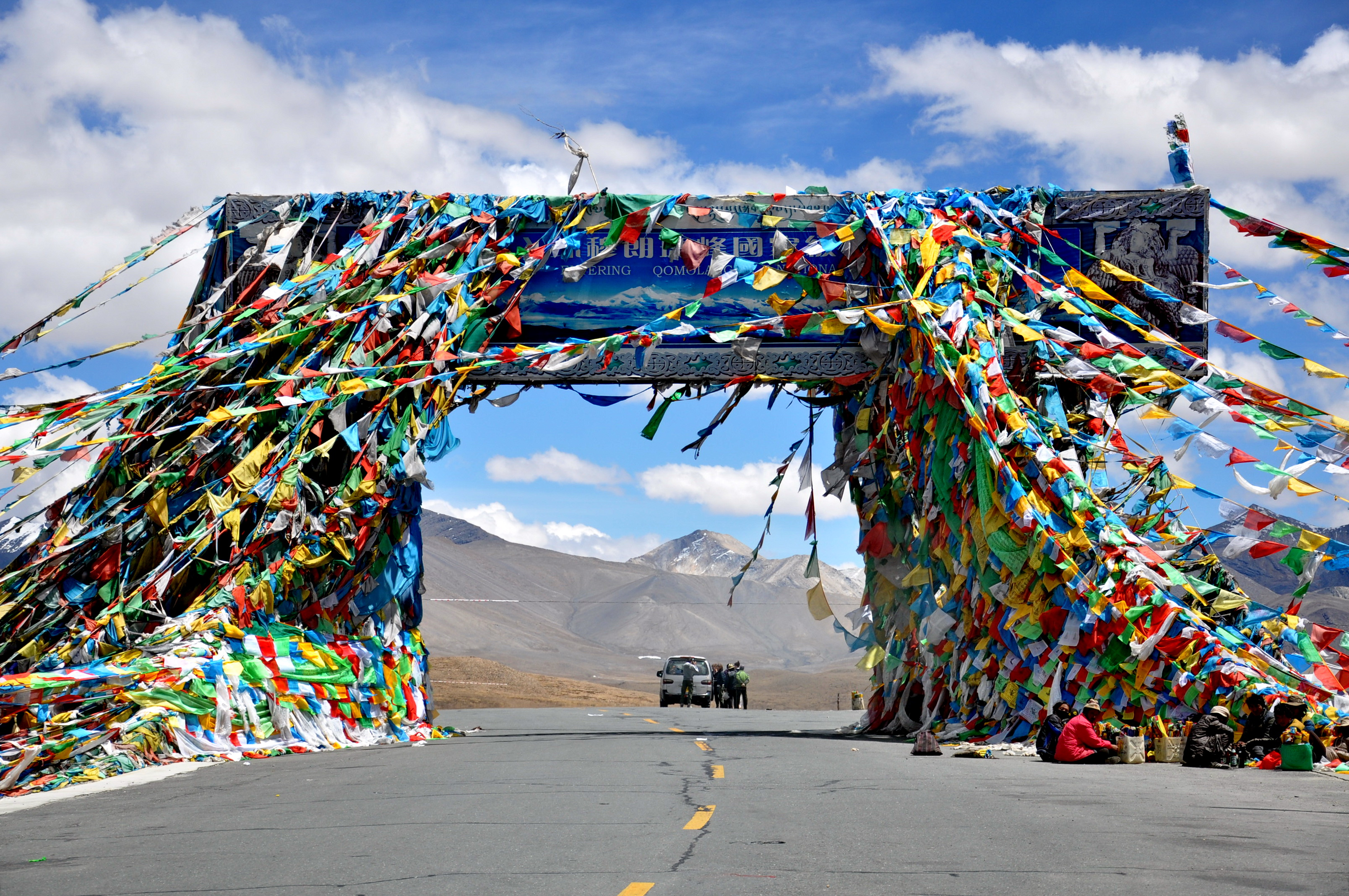
Gebetsfahnen am Friendship Highway

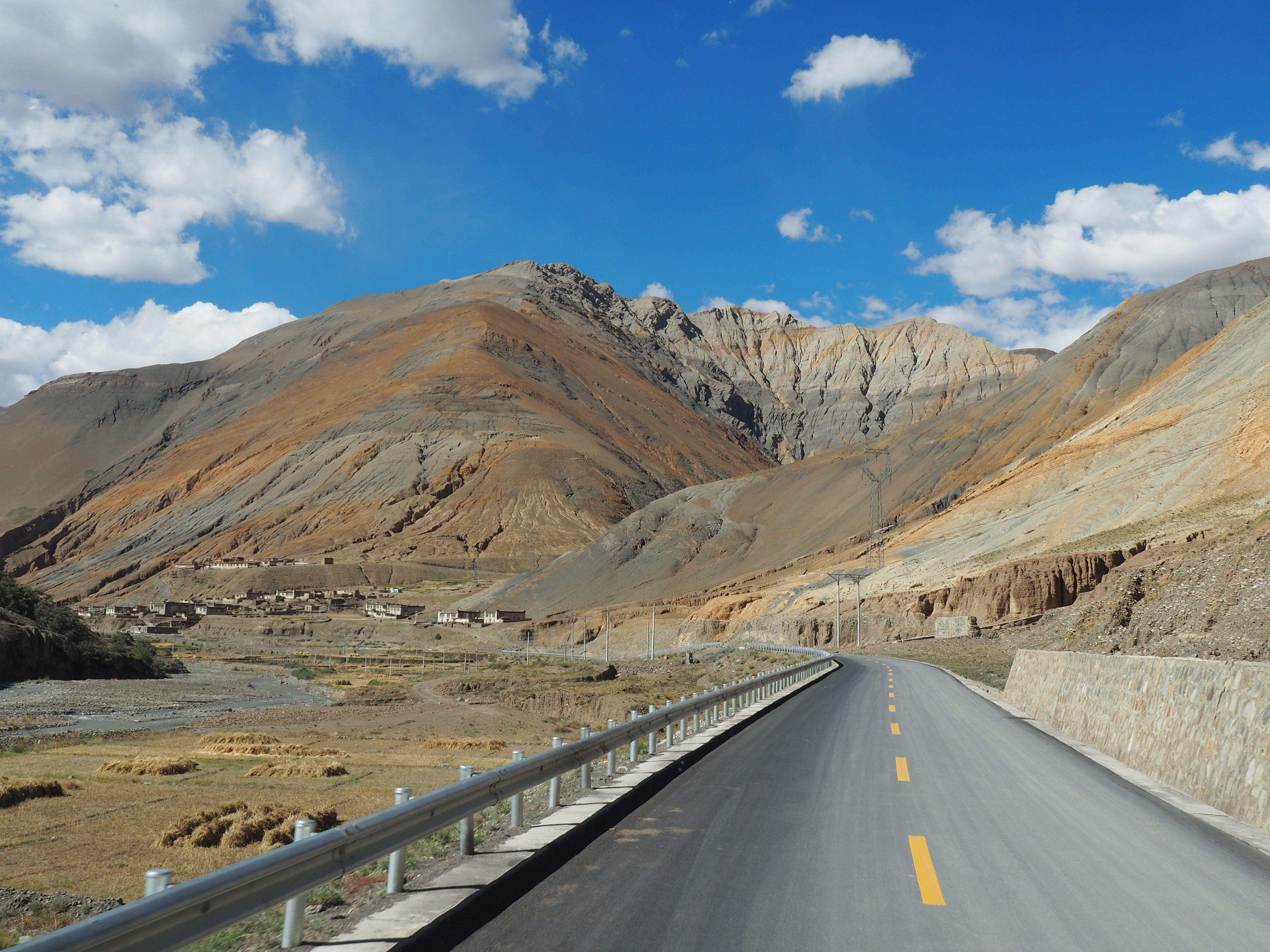
Straße im Kreis Rinbung

Trotz des bisherigen Straßenbaus ist ein Hauptfaktor, welcher die wirtschaftliche Entwicklung Tibets behindert, die schwache Infrastruktur. Deshalb werden zurzeit beschleunigt Eisenbahnlinien, Straßen, Flughäfen, die Stromversorgung und die Telekommunikation auf- und ausgebaut.
Der Friendship-Highway war bis vor wenigen Jahren eine schwierig zu befahrende Schotterpiste zwischen der Stadt Lhasa und der Brücke der sino-nepalesischen Freundschaft an der tibetisch-nepalesischen Grenze in Nyalam. Heute ist die gesamte Strecke mit einer modernen, asphaltierten Straße ausgebaut.

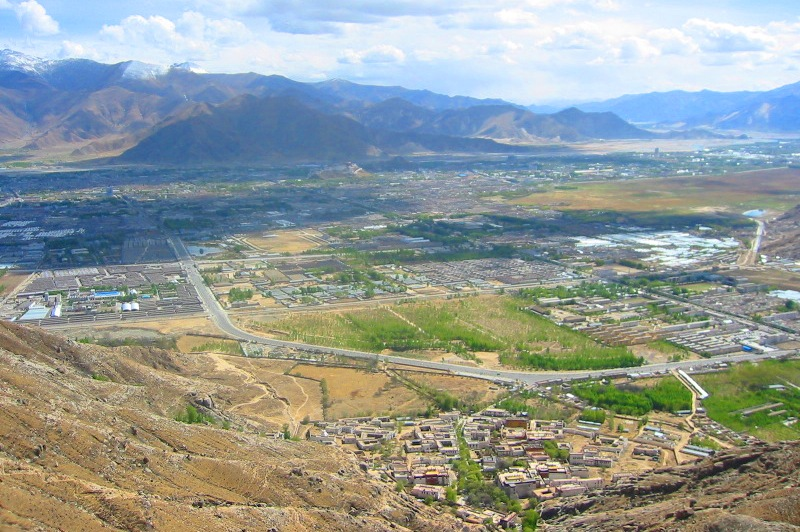
Lhasa

Von 2001 bis 2005 wurde die Lhasa-Bahn gebaut, eine 1125 km lange Eisenbahnstrecke von Golmud in Zentralchina bis zur tibetischen Hauptstadt Lhasa. Es ist eine Eisenbahnstrecke überwiegend 4000 m über dem Meeresspiegel. Seit 2007 können mit dieser Bahnstrecke Güter wie Öl, Kohle, Baustoffe, Güter aus dem Bergbau Tibets und anderes zu einem Bruchteil der bisherigen Kosten über eine Bahnstrecke befördert und müssen nicht mehr mit Lastwagen über die Landstraßen Tibets transportiert werden. Dadurch hat die Lhasa-Bahn eine Schlüsselposition in der weiteren Wirtschaftsentwicklung Tibets.
Die Eisenbahnlinie hat heute eine große Bedeutung für die Tourismusbranche. Kritiker befürchten jedoch, dass damit der Zuzug von Han-Chinesen erleichtert und das ethnische Gefüge zu Ungunsten der Tibeter verändert wird. Allerdings wird vom chinesischen Tiefland aus Lhasa heute bereits mit einem Bus in zwei Tagen erreicht.
Von 2010 bis 2014 wurde die Bahnlinie bis nach Xigatse erweitert. Der Bau der Strecke war sehr aufwändig. Ungefähr die Hälfte der Strecke verläuft in Tunneln oder auf Brücken. Eine Erweiterung der Strecke bis zur Hauptstadt Nepals, nach Kathmandu, ist in der Planung. Dies beunruhigt die indische Staatsführung, denn bisher liegt Nepal, durch Handel und Verkehr, im indischen Einflussbereich.
Das Autonome Gebiet Tibet verfügt derzeit (Stand: 2013) über fünf zivile Flughäfen: den Flughafen Lhasa-Gonggar in der Nähe der Hauptstadt, den Flughafen Qamdo-Bamda in der Stadt Qamdo und den Flughafen Nyingchi-Mainling der Stadt Nyingchi; 2010 wurden die modernen Flughäfen Xigazê im Regierungsbezirk Xigazê sowie Ngari eröffnet.
Derzeit in Bau ist der in einer Höhe von 4.436 Metern gelegene Nagqu Dagring Airport im Regierungsbezirk Nagqu, welcher nach seiner Fertigstellung der höchstgelegene Flughafen der Welt werden soll.

### Bruttoinlandsprodukt
Nach offiziellen chinesischen Statistiken überschritt das Bruttoinlandsprodukt des chinesischen autonomen Gebiets Tibet im Jahr 2004 die Marke von 20 Milliarden Yuan. Das autonome Gebiet hat damit über vier Jahre in Folge ein Wirtschaftswachstum von über 12 Prozent verzeichnet. Im Jahr 2000 lag das Bruttoinlandsprodukt noch bei 11,75 Mrd. Yuan, im Jahr 1994 noch bei 5 Mrd. Yuan. Im Jahr 2006 erreichte das Bruttoinlandsprodukt 29 Mrd. Yuan (2,9 Mrd. Euro) bei einem Wachstum vom 13,2 % im Vergleich zu 2005.
| Jahr | BIP   |
| ---- | ----- |
| 1978 | 000,6 |
| 1980 | 000,9 |
| 1985 | 001,8 |
| 1990 | 002,8 |
| 1995 | 005,6 |
| 2000 | 012   |
| 2004 | 020   |
| 2006 | 029   |
| 2007 | 034   |
| 2010 | 051   |
| 2012 | 070   |
| 2013 | 080   |
| 2015 | 103   |

Die Investitionen in das Sachvermögen in Tibet wuchsen im Jahr 2004 gegenüber dem Jahr 2003 um 20 Prozent.
Während die traditionelle Landwirtschaft und Tierzucht in den ländlichen Gebieten weiterhin eine zentrale Rolle spielen, hat in den Städten im Jahr 2005 der Dienstleistungssektor den Sektor der Primärindustrie (Grundstoffproduktion) überholt.
Das verfügbare Einkommen eines Tibeters war im Jahr 2005 in den Städten US$ 1051 und auf dem Land US$ 259. Dies waren in den Städten 30,4 % mehr und auf dem Land 55,9 % mehr als im Jahr 2000. Trotzdem lebt die Mehrheit der Tibeter auf dem Land bis heute in einfachen bis einfachsten Verhältnissen.

### Produktion
Die Produktionsmengen wichtiger Güter des Autonomen Gebiets Tibets haben sich in den letzten Jahren folgendermaßen entwickelt.
| Jahr | Chromerze in Tonnen | Strom in 10.000 kWh | Zement in Tonnen | Holz in 10.000 m³ | Traditionelle chinesische Arznei in Tonnen |
| ---- | ------------------- | ------------------- | ---------------- | ----------------- | ------------------------------------------ |
| 1959 |                     | 88                  |                  | 6                 |                                            |
| 1965 |                     | 2.782               | 10.600           | 7                 |                                            |
| 1970 | 300                 | 5.302               | 3.600            | 7                 |                                            |
| 1975 | 200                 | 10.488              | 34.000           | 17                |                                            |
| 1980 | 50.300              | 17.459              | 52.200           | 21                | 101                                        |
| 1985 | 14.101              | 24.668              | 48.668           | 21                | 82                                         |
| 1990 | 93.120              | 31.582              | 132.345          | 21                | 55                                         |
| 1995 | 109.882             | 48.343              | 219.952          | 16                | 222                                        |
| 1999 | 183.661             | 63.323              | 390.373          | 13                | 538                                        |
| 2000 | 196.628             | 66.075              | 493.200          | 12                | 591                                        |
| 2001 | 159.446             | 69.690              | 495.900          | 10                | 697                                        |
| 2002 | 124.222             | 79.650              | 590.300          | 5                 | 995                                        |
| 2003 | 155.796             | 101.600             | 889.100          | 6                 | 889                                        |

1. 1 2  Der Holzeinschlag in Tibet wurde von 210.000 m³ in den 1980er Jahren auf 50.000 bis 60.000 m³ in den Jahren 2002 und 2003 reduziert. Dies ist Teil der neuen umweltpolitischen Vorgaben.